# Proprioseiopsis dacus
Proprioseiopsis dacus är en spindeldjursart som först beskrevs av Wainstein 1973.  Proprioseiopsis dacus ingår i släktet Proprioseiopsis och familjen Phytoseiidae. Inga underarter finns listade i Catalogue of Life.